# بينغامتون (نيويورك)
بينغامتون (بالإنجليزية: Binghamton)‏ هي مدينة في ولاية نيويورك الأمريكية، وتقع المدينة على حدود ولاية نيويورك بولاية بنسلفانيا.
يبلغ عدد سكانها حسب تعداد سنة 2000: 47,380 نسمة، ويبلغ عددهم حسب تقدير 2007 حوالي: 45,020 نسمة.

## ثقافة وفنون
تشهد مدينة بينغامتون فعاليات موسيقية كثيرة، مثل «البلوز على الجسر» كل شهر أيلول، ويوجد فيها مؤسسات ثقافية كدار الأوبرا المعروف باسم «أوبرا المدن الثلاث»، وجمعية موسيقية، وتستضيف مطاعم المدينة حفلات أسبوعية لمطربين وفرق موسيقية محلية.
لمدينة بينغامتون فعاليات كثيرة طوال العام، فكل يوم الجمعة الأولى في الشهر، تشهد المدينة فعاليات «يوم الجمعة الأولى» في وسط المدينة، إذ يعرض الفنانون المحليون أعمالهم الفنية وتستضيف المطاعم والحانات حفلات للفرق الموسيقية. ويحتفل أهل المدينة في الأعياد الوطنية وعيد القديس باتريك بمواكب احتفالية. في الويكند الأول من شهر أيلول لكل عام، ينظم فنانو المدينة مهارجان «لوما» بإنارة مباني المدينة بالبروجكتورات.
تشتهر المنطقة بطبق دجاج اسمه «سبيدي» يشبه الشيش طاوق، وتستضيف المدينة كل شهر آب مهرجانًا للاحتفاء بهذا الطبق حيث يحضر أهل المنطقة الحفلات الموسيقية وركوب المناطيد.

## تعليم
يدرس في منطقة بينغامتون التعليمية 5,667 طالبا وتعتبر المنطقة التعليمية الأكبر في مقاطعة بروم، وتحتوي المنطقة على مدرسة ثانوية ومدرستين متوسطتين وسبعة مدارس ابتدائية، وللمدينة مدرسة كاثوليكية خاصة تضمن مدرسة ثانوية وابتدائية.
تحتوي مدينة بينغامتون على ثلاث جامعات: جامعة بينغامتون وكلية بروم التابعتين لجامعة ولاية نيويورك، وكلية ديفس المسيحية.
جامعة بينغامتون جامعة بحثية، وتعتبر إحدى أعرق جامعات ولاية نيويورك الحكومية، ويدرس في الجامعة أكثر من 17,000 طالبا، تأسست الجامعة في 1946. ولجامعة بينغامتون ثلاثة أحرام: اثنان في المدينة والثالثة في مدينة سيراكوز.
كلية بروم في بلدة دكنسن المجاورة للمدينة، ويدرس فيها 7,000 طالبا، وتأسست في 1946. وفي بلدة جونسن سيتي المجاورة للمدينة كذلك كلية مسيحية صغيرة تأسست في 1900 في بلدة جونسن سيتي.

## تاريخ
تأسست المدينة في عام 1867 على مستوطنة على مقرن نهري الشينانغو والسسكهانا. كانت مدينة بينغامتون مركز صناعة كبيرًا في الماضي، والآن أصبحت المدينة مكانًا متخصصًا في الرعاية الصحية والتعليم.
من الشركات العالمية المنتسبة للمدينة شركة آي بي إم، حيث تأسست شركة تكنولوجيا المعلومات المتعددة الجنسيات في عام 1911، وقامت الشركة بصناعة وبيع الآلات والحواسيب.
تعرضت المدينة لفيضانات كبيرة في سنتي 1935 و1936، إذ تسببت الفيضانات في العديد من الوفيات ودمار جسر من جسور المدينة. وفي الماضي القريب، تعرضت المدينة بفيضانين آخرين في عام 2006، وفي 2011، الفيضان الذي سببه العاصفة الاستوائية لي عندما ارتفع مستوى النهر السسكهانا بأكثر من 25 قدما وأدى إلى إخلاء سكان المدينة الساكنين قريبا من مقرن النهرين.

## أعلام
- دوغلاس إتش يلوك
- كريس ويدج
- جون ك. روبنسون
- جيم ويتني
- بريدجيت مويناهان
- ريك بيكر
- جاك شاركي
- بيل كينفيلي
- إدوارد إف. جونز
- إدوين ألبرت لينك